# Departamento General Taboada
General Taboada es un departamento ubicado en la provincia de Santiago del Estero (Argentina).
Se encuentra limitando al norte con el departamento Juan Felipe Ibarra, al sur con el departamento Belgrano, al este con la provincia de Santa Fe y al oeste con el departamento Avellaneda.
Este departamento cae en la historia de Matará y Avellaneda (antes del siglo presente) dentro de él caían los fortines de Suncho Pozo, Protección y Añatuya, siendo esta última centro del siglo presente proyectada hacia las provincias de Santa Fe y Chaco.
Consta de 6.040 km², un 4,4 % del total de la superficie provincial, siendo por superficie el 9.º departamento dentro de las 27 jurisdicciones en que se divide políticamente la provincia.
Según el censo del año 2001, en el vivían 36.683 habitantes, el 4,56 % del total provincial. Con respecto al censo de 1.991 se observa un leve descenso en el peso.
Su actividad se orienta a los cultivos de secano, de soja, maíz; también zapallo, sorgo, algodón, girasol. Junto a Copo y Alberdi, conforman la región principal productiva de carbón vegetal.

## Historia
La ley provincial N.º 353, que fue sancionada el 11 de noviembre de 1911, dividió el territorio de la provincia en departamentos, estableciendo los siguientes límites para el entonces Departamento Libertad:

Es el actual Departamento 28 de Marzo disminuido en la parte al Oeste del Río Salado, y excepto por este lado los límites permanecen los mismos.
 La línea divisoria con Avellaneda arranca en el Salado en el encuentro de los Departamentos Matará y Sarmiento, y continúa hacia el Sudeste pasando por Copo, Gramilla, Santa Catalina, Tala – Pozo, Belgrano, B. Paz, Bracho, Mancapa, Cañitas, Navicha, Pujyana y Real Sayana, cuyos lugares quedan en el Departamento Avellaneda.
 La Villa en la Estación Tacanitas llevará el mismo nombre de la Estación.
 La Capital es la Estación Añatuya.

Por ley N.º 1.929 del 24 de marzo de 1947 el departamento "28 de Marzo" pasa a llamarse General Taboada.

## Distritos
La ley provincial que fue sancionada el 3 de agosto de 1887 dividió el territorio del entonces Departamento Matará en tres secciones: 28 de Marzo, Matará y Figueroa, que luego dieron lugar a los departamentos General Taboada, Juan Felipe Ibarra y Figueroa, respectivamente. La Sección 28 de Marzo comprendía los distritos de: 28 de Marzo, Cejas, San José, Mailín, Gramilla, Árbol Grande. Banda, Mancapa, Icaño, Puyana, Libertad, Doña Lorenza, Viuda. La asignación de localidades a cada distrito fue asignada al Poder Ejecutivo.
La ley provincial N.º 260, que fue sancionada el 19 de agosto de 1910, dividió el territorio del departamento entre los siguientes distritos:
- Añatuya
- Averías
- Tacañitas
- Paulina

## Sismicidad
La sismicidad del área de Santiago del Estero es frecuente y de intensidad baja, y un silencio sísmico de terremotos medios a graves cada 40 años.
El 4 de julio de 1817 (208 años), sismo de 1817 de 7,0 Richter, con máximos daños reportados al centro y norte de la provincia, donde se desplomaron casas y se produjo agrietamiento del suelo, los temblores duraron alrededor de una semana. Se estimó una intensidad de VIII grados Mercalli. Hubo licuefacción con grandes cantidades de arena en las fisuras de hasta 1 m de ancho y más de 2 m de profundidad. En algunas de las casas sobre esas fisuras, el terreno quedó cubierto de más de 1 dm de arena.
Aunque la actividad geológica ocurre desde épocas prehistóricas, el sismo del 20 de marzo de 1861 (164 años) señaló un hito importante dentro de la historia de eventos sísmicos argentinos ya que fue el más fuerte registrado y documentado en el país. A partir del mismo la política de los sucesivos gobiernos provinciales y municipales han ido extremando cuidados y restringiendo los códigos de construcción. Pero solo con el terremoto de San Juan de 1944 del 15 de enero de 1944 (81 años) los Estados provinciales tomaron real estado de la gravedad sísmica de la región.